# Lycopus asper
Lycopus asper är en kransblommig växtart som beskrevs av Edward Lee Greene. Lycopus asper ingår i släktet strandklor, och familjen kransblommiga växter. Inga underarter finns listade i Catalogue of Life.

## Bildgalleri

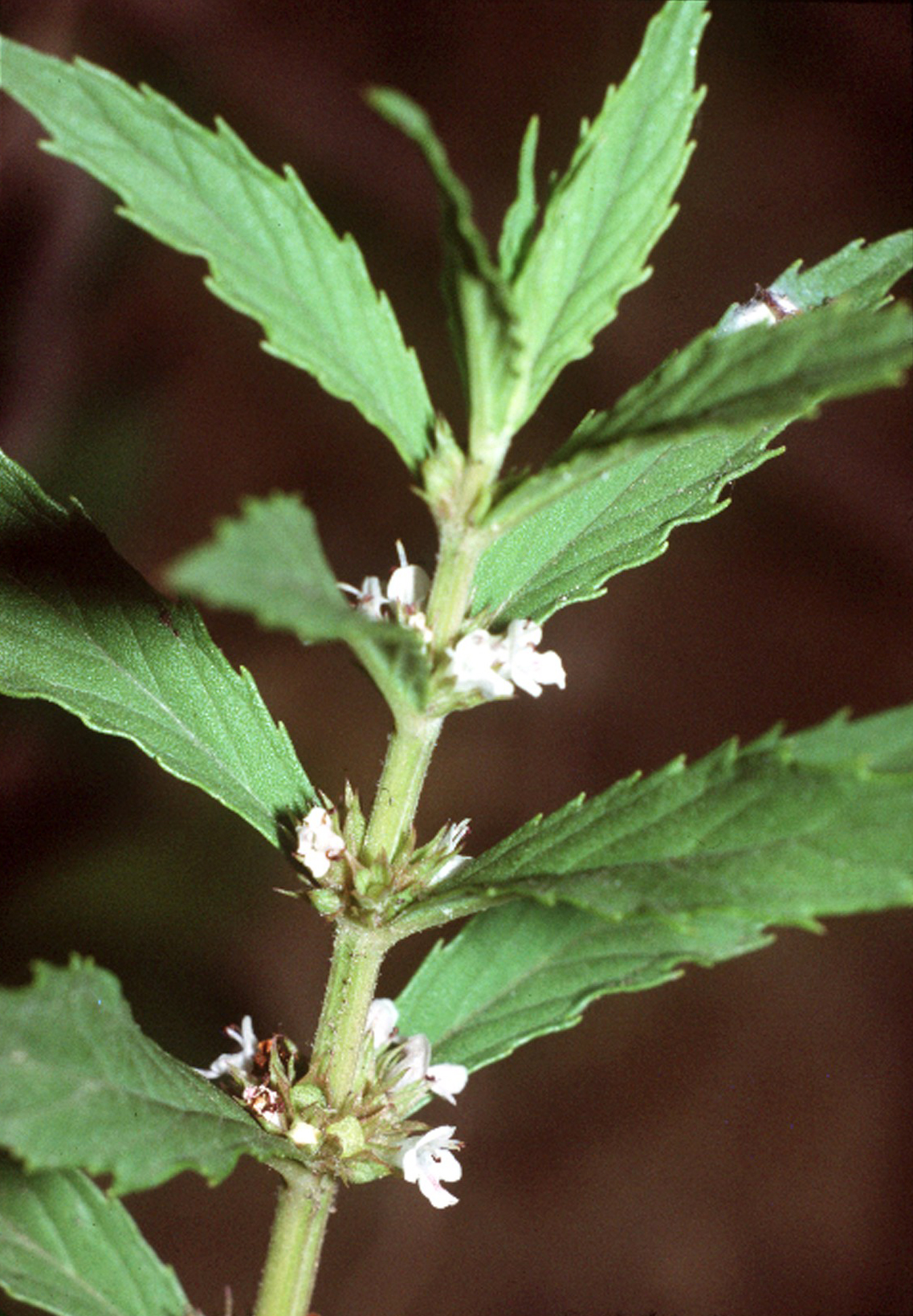